# Фосторија (Ајова)
Фосторија (енгл. Fostoria) град је у америчкој савезној држави Ајова. По попису становништва из 2010. у њему је живело 231 становника.

## Демографија
Према попису становништва из 2010. у граду је живело 231 становника, што је 1 (0,4%) становника више него 2000. године.
| Група             | 2000.       | 2010.       |
| Белци             | 222 (96,5%) | 221 (95,7%) |
| Афроамериканци    | 1 (0,4%)    | 0 (0,0%)    |
| Азијати           | 2 (0,9%)    | 1 (0,4%)    |
| Хиспаноамериканци | 2 (0,9%)    | 6 (2,6%)    |
| Укупно            | 230         | 231         |